# リボヌクレアーゼP4
リボヌクレアーゼP4(Ribonuclease P4、EC 3.1.26.7)は、以下の化学反応を触媒する酵素である。
RNAをエンドヌクレアーゼ的に切断し、転移RNA前駆体から余分な3'-ヌクレオチドを除去する。